# Sauris erigens
Sauris erigens är en fjärilsart som beskrevs av Louis Beethoven Prout 1925. Sauris erigens ingår i släktet Sauris och familjen mätare. Inga underarter finns listade.